# CAM-D
Modulación de Amplitud Compatible - Digital o CAM-D es un formato de radio digital híbrido propuesto para la radiodifusión AM, presentado por el ingeniero de radiodifusión Leonard R. Kahn.
El sistema es una tecnología de canal dentro de banda que utiliza las bandas laterales de cualquier estación de radio AM. La información analógica todavía se utiliza hasta una banda de aproximadamente 7,5 kHz, con modulación de amplitud estándar. La falta de información aguda que en el AM normalmente carece se transmite digitalmente más allá de esto. Mezcla el audio en el receptor y luego las mezcla de nuevo.
A diferencia de otras tecnologías IBOC como la HD Radio de iBiquity, Kahn aparentemente no proporciona un camino directo a las transmisiones totalmente digitales, ni ninguna capacidad multicanal. Sin embargo, la ventaja es que ocupa mucho menos de las bandas laterales, causando así mucho menos interferencia a los canales adyacentes, de ahí el "Compatible" en el nombre. El problema de interferencia ha plagado HD Radio en AM, junto con el hecho de que, al igual que CAM-D, es propietaria.
Digital Radio Mondiale, comúnmente usado en la radiodifusión de onda corta, puede utilizar menos, igual o más ancho de banda, para proporcionar alta calidad de audio. Digital Radio Mondiale requiere un circuito de detección digital que no está presente en los radios AM convencionales para decodificar la programación. Los receptores CAM-D especiales ofrecen el beneficio de una mejor respuesta de frecuencia y un lento canal auxiliar de datos para la visualización de la ID de la estación, títulos de programación, etc.

## Temas

### Disponibilidad de Receptores
Había una pregunta en cuanto a los receptores que podrían decodificar CAM-D; Ninguno estaba disponible para el público. Sin embargo, con la muerte de Leonard Kahn, el interés en CAM-D cayó y las estaciones que lo usaron lo apagaron, sin ver ningún retorno financiero.

### Actualización de los transmisores existentes
KCI (Kahn Communications, Inc., la compañía que inventó CAM-D) utiliza como uno de sus principales puntos de venta que algunos transmisores más antiguos no son directamente actualizables para transmitir HD Radio. Es cierto que los transmisores más antiguos pueden carecer de la pureza de transmisión necesaria para soportar el estándar de transmisión digital de HD Radio, pero los transmisores más recientes tienen más probabilidades de ser capaces de actualizarse para transmitir HD Radio. Se dice que CAM-D trabaja con una variedad más amplia de transmisores existentes, lo cual es un punto de venta para emisoras más pequeñas con presupuestos limitados. El precio del hardware de la CAM-D es de $ 65,600 a partir del 1 de julio de 2007.

### Aspectos técnicos y diferencias con otros métodos de radio digital
Se dice que CAM-D agrega información para el programa de alta frecuencia transmitida digitalmente y luego se superpone al programa analógico de baja a media frecuencia existente. Esto proporciona una fidelidad mejorada que bajo condiciones de señal analógica adecuadas puede permitir que las emisoras de AM transmitan música y otro contenido de programa con un sonido más realista.
Una disparidad significativa entre la Radio AM HD de Ibiquity y CAM-D es la de la diversidad de tiempo. Es decir, el sistema de radiodifusión AM de HD Radio. Emite dos copias del programa compensado por unos segundos, permitiendo que la señal se pierda brevemente y mantenga el audio del programa ininterrumpidamente (por ejemplo, conduciendo bajo un paso superior, multitrayecto en áreas urbanas, rayos, transitorios de conmutación, etc.). . Sin embargo, en el campo, HD Radio, a una distancia desde el transmisor, todavía no es inmune a los aspectos de la dial AM, como los de abajo.
Un problema sustancial de la transmisión analógica AM es que está sujeto a una pobre relación señal al ruido debido al ruido de radiofrecuencia producido por el hombre y fuentes naturales, tales como lámparas fluorescentes, motores, interruptores e iluminación. Simplemente agregar información de alta frecuencia no produce alta fidelidad.Las señales de HD Radio en AM, sin embargo, usan más señal de ancho de banda y a menudo crean "hash" alrededor de las frecuencias, hasta 30 kHz desde la frecuencia central. Esta interferencia, que se escucha principalmente en las radios analógicas, fue una de las razones por las que Citadel Communications sacó las emisiones nocturnas de las señales de su estación AM HD. CAM-D no produce interferencias en ningún canal de 10 kHz o más de la frecuencia central.
CAM-D es un sistema que es aplicable a la onda media y posiblemente a la transmisión de onda corta. Dado que los receptores están diseñados para múltiples bandas, un receptor que requiere una arquitectura sustancialmente diferente para CAM-D requerirá circuitería especial que aumentará su costo. Esto es similar a HD Radio y otros servicios de radio digital. Puesto que todos ellos requieren nuevos circuitos, inevitablemente, el precio de fabricación aumentará. Este precio probablemente comenzará a disminuir una vez que la tecnología se demuestre. Dado que todas las nuevas radios se están moviendo a formatos digitales completos que decodifican con hardware casi idéntico (XM, Sirius, HD Radio (en modo digital), Digital Audio Broadcasting, Digital Radio Mondiale) a largo plazo, la sobrecarga de los circuitos analógicos causará una penalización de costos para implementar la tecnología en futuras radios.

## Estaciones de Radiodifusión en CAM-D
- WSRF, 1580 AM, Fort Lauderdale, Florida
- WKBF, 1270 AM, Rock Island, Illinois
- KPNP, 1600 AM, Minneapolis, Minnesota